# 柳鎮 (韓國)
柳鎮或譯柳珍（1972年11月16日—），韓國男演員。1996年SBS第6期公開選拔演員。

## 個人生活
2006年10月29日與交往七年的女朋友李惠善舉行結婚典禮。

## 演出作品

### 電視劇
- 1996年：SBS《LA阿里郎》
- 1996年：SBS《八月的新娘》
- 1996年：SBS《兄弟的江》
- 1997年：SBS《漂亮的她》
- 1998年：SBS《驀然回首》
- 1999年：KBS《有情》
- 1999年：KBS《太陽升起 月亮出來》
- 2000年：MBC《不是誰都能愛》（台譯：愛情有什麼道理）
- 2000年：MBC《鷹戰長空》
- 2001年：KBS《綢緞花香木》
- 2001年：KBS《純情》
- 2002年：KBS《好想談戀愛》
- 2002年：MBC《三劍俠》
- 2003年：KBS《夏日香氣》飾演 朴正在
- 2004年：KBS《Oh!必勝奉順英》飾演 尹哲雄
- 2005年：SBS《三葉草》飾演 劉世亨
- 2005年：SBS《薯童谣》飾演 沙宅己樓/ 金道含
- 2006年：MBC《真的真的喜歡你》飾演 張鈞元
- 2007年：KBS《京城醜聞》飾演 李洙炫
- 2008年：KBS《媽媽發怒了》飾演 李鐘源
- 2008年：MBC《綜合醫院2》飾演 白賢宇
- 2009年：SBS《愛你千萬次》飾演 白世勳
- 2010年：KBS《國家的呼喚》飾演 韓道勳
- 2011年：KBS《童顏美女》飾演 池昇日
- 2011年：MBC《千次的吻》飾演 張宇鎮
- 2012年：MBC《Stand-By》飾演 柳鎮幸
- 2013年：KBS《總理與我》飾演 朴俊奇
- 2014年：TV朝鮮《火花裡》飾演 申大哲/申俊
- 2014年：SBS《奔跑吧薔薇》飾演 張俊赫
- 2017年：Naver TV《羅曼史特別法》飾演 李東勳
- 2017年：SBS《愛情的溫度》飾演 劉鴻振
- 2021年：KBS《即使被騙也要做夢》飾演 琴尚白
- 2023年：KBS2《真的出現了！》飾演 姜大賞

### 電影
- 2004年：《靈》
- 2007年：《藍色自行車》

## 綜藝節目
- 2013年 MBC《爸爸 你去哪兒第二季》（與大兒子임찬형(林燦亨)固定出演）
- 2022年 JTBC《딸도둑들wifesfather》

## 得獎經歷
- 1998年：SBS演技大獎－新人獎
- 1999年：KBS演技大獎－新人獎
- 2001年：KBS演技大獎－人氣獎
- 2012年：MBC演藝大獎－情景喜劇部門 人氣獎（Stand-By）
- 2021年：KBS演技大獎－日日劇部門 男子優秀演技獎（《即使被騙也要做夢》）